# Marie-Anne Chazel
Marie-Anne Chazel (ur. 19 września 1951 w Gap) – francuska aktorka filmowa i telewizyjna. Najbardziej znana z drugoplanowej roli Ginnette w filmie Goście, goście oraz jego sequelu.

## Życiorys
Marie-Anne Chazel urodziła się 19 września 1951 w Gap. Chodziła do liceum w Neuilly-sur-Seine razem z Michelem Blanc, Gérardem Jugnot, Thierrym Lhermitte i swoim przyszłym mężem Christianem Clavierem. Studiowała nauki polityczne. Założyła grupę teatralną „Le Splendide” razem z kolegami z liceum. Po wielu małych rolach, takich jak w Jak zrobić pierwszy film (1976), Skrzydełko czy nóżka, czy Vous n'aurez pas l'Alsace et la Lorraine (1977), odniosła niezwykły sukces w dyptyku Opaleni w roli młodej sekretarki Gigi. W 1992 odegrała rolę bezdomnej Ginette w komedii Goście, goście (Les visiteurs) Jean-Marie Poiré i następnej części tego filmu w 1998.
Życie prywatne
Chazel ma córkę, Margot z Christianem Clavierem, z którym rozwiodła się w 2001 roku. Później związała się z aktorem Philippem Raffardem.

## Filmografia
- 1974: La Face Nord
- 1975: Le Bol d'air jako Anne

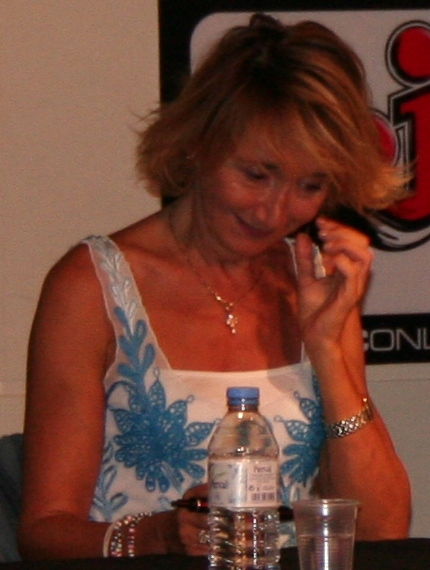
Marie-Anne Chazel w 2006

- 1976: Skrzydełko czy nóżka (L'aille ou la cuisse) jako przyjaciółka Gérarda
- 1976: Cours après moi que je t'attrape
- 1976: Jak zrobić pierwszy film (On aura tout vu) jako Marie-Anne
- 1977: Vous n'aurez pas l'Alsace et la Lorraine jako królowa Flandrii
- 1977: Le point de mire jako urzędniczka
- 1978: La tortue sur le dos
- 1978: Opaleni (Les bronzés) jako Gigi
- 1979: Slalom niespecjalny (Les bronzés font du ski) jako Gigi
- 1979: French Postcards jako Cecile
- 1979: Les Naufragés du Havre jako Claire
- 1979: Le Coup de sirocco jako służąca generała
- 1980: Pollufission 2000 jako Mélusine
- 1981: Za rok, ... jak dobrze pójdzie (L'Année prochaine... si tout va bien) jako Huguette
- 1981: Viens chez moi, j'habite chez une copine jako Catherine
- 1981: On n'est pas des anges... elles non plus jako Clothilde
- 1981: Les Babas Cool jako Aline
- 1981: Fais la gaffe a la gaffe jako Penelope
- 1982: Święty Mikołaj to śmieć (Le Père Noël est une ordure) jako Zézette
- 1985: Ukryte uczucia (L'Amour en douce) jako Josyane
- 1985: Tranches de vie jako żona astronauty / Béatrice
- 1986: Cyganka (La Gitane) jako panna Caprot
- 1987: Cross jako Catherine Crosky
- 1987: La Vie dissolue de Gérard Floque jako Martine Vasseur
- 1988: Pałac (Palace) – miniserial jako Solange
- 1989: Fantômes sur l'oreiller jako Martine
- 1989: Mes meilleurs copains jako Anne
- 1991: Les Gens ne sont pas forcément ignobles jako Sandra
- 1992: Vacances au purgatoire jako Lucie Bouchard
- 1993: Goście, goście (Les Visiteurs) jako Kloszardka Ginette
- 1994: La Vengeance d'une blonde jako Corine Bréha
- 1997: Siostrzyczki (Les Sœurs soleil) jako Bénédicte
- 1998: Goście, goście II – korytarz czasu (Les Visiteurs 2: Les Couloirs du temps) jako Kloszardka Ginette
- 2001: L'Emmerduse jako Colette Lafarge
- 2002: Patron sur mesure jako Betty Delauney
- 2003: L'Emmerdeuse: Les caprices de l'amour jako Colette Lafarge
- 2006: Opaleni – przyjaciele na całe życie (Les bronzés 3 – amis pour la vie) jako Gigi
- 2008: Tailleur pour dames jako Rosa
- 2008: Chory z urojenia (Le Malade imaginaire) jako Toinette
- 2010: Les Méchantes jako Hrabina
- 2010: Les Edelweiss – miniserial jako Françoise
- 2010: Un tire-fesse pour trois jako François
- 2011: Brassens, la mauvaise réputation jako Jeanne Le Bonniec
- 2011: Córka studniarza (La fille du puisatier) jako Nathalie
- 2012: La Trilogie marseillaise: César jako Honorine
- 2012: Le Bonheur des Dupré jako Nat
- 2013: Le Boeuf clandestin jako pani Berthaud
- 2013: La Trilogie marseillaise: Fanny jako Honorine
- 2013: La Trilogie marseillaise: Marius jako Honorine
- 2015: Tajemnica jeziora (Le mystère du lac) jako Marianne Stock